# Atypophthalmus inustus
Atypophthalmus inustus là một loài ruồi trong họ Limoniidae. Chúng phân bố ở miền Cổ bắc.